# 생활백과
《생활백과》는 JTBC의 교양 프로그램이다.  상식 백과사전 프로그램이다.

## 방송 시간
- 2013년 12월 21일 ~ 2014년 3월 9일 : 토요일 오전 9시 5분 ~ / 일요일 오전 7시 30분 ~